# 棚倉町

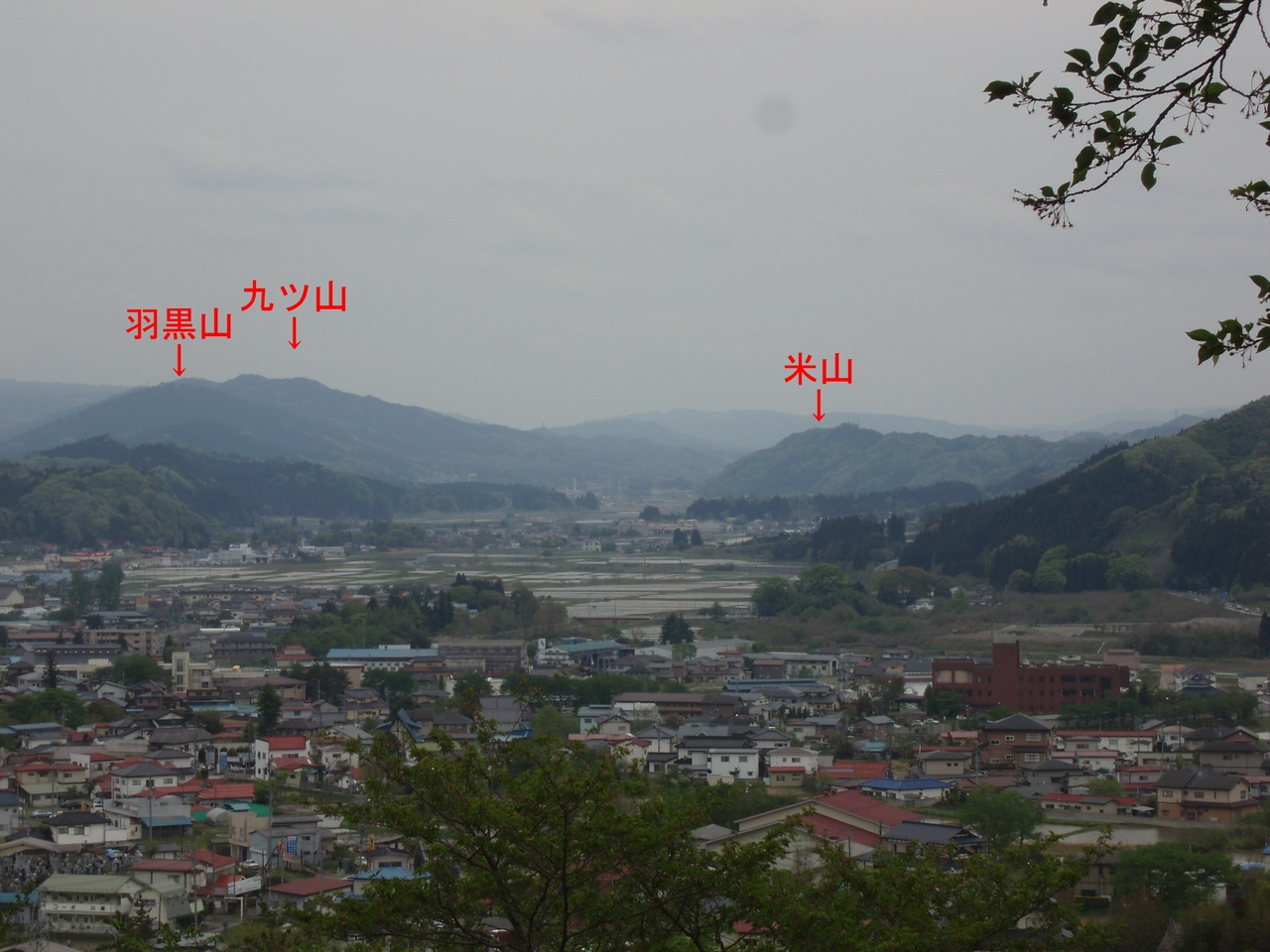
赤館公園から棚倉町を一望

棚倉町（たなぐらまち）は、福島県中通り南部に位置し、東白川郡に属する町。江戸時代には棚倉藩の城下町があった。

## 地理
県境でもある八溝山を町の西南の端とし、久慈川の上流部とその支流が流れ、町の北部では、阿武隈川系の社川が流れる。古くは棚倉藩の城下町で、町の中心部は棚倉城跡を中心に役所や駅があり、やや北側の山中に赤舘城跡がある。西側に国道118号棚倉バイパスが町を迂回する。国道289号で白河市やいわき市に、国道118号で須賀川市、郡山市、茨城県常陸大宮市方面へ繋がる。
- 山:八溝山
- 河川:久慈川、社川

### 隣接する自治体
- 福島県
  - 白河市
  - 東白川郡矢祭町
  - 東白川郡塙町
  - 東白川郡鮫川村
  - 石川郡浅川町
- 栃木県
  - 大田原市
  - 那須郡那須町
- 茨城県
  - 久慈郡大子町

## 統計データ

### 現在の町勢
- 総人口 - 15,795人（2005年（平成17年））
- 世帯数 - 4,817世帯（2005年）
- 年少（15歳未満）人口率 - 16.1％（2005年）
- 高齢（65歳以上）人口率 - 23.4％（2005年）
- 昼間人口 - 17,473人（2000年（平成12年））
- 労働力人口 - 8,724人（2000年）
- 第1次産業就業者数 - 801人（2000年）
- 第2次産業就業者数 - 3,948人（2000年）
- 第3次産業就業者数 - 3,708人（2000年）
- 農業産出額 - 2,160百万円（2004年（平成16年））
- 製造品出荷額等 - 104,309百万円（2004年）
- 商業年間商品販売額 - 22,704百万円（2003年（平成15年））

出典
1. 総務省統計局『統計で見る市区町村のすがた2007』（2007年（平成19年））

### 人口
| 棚倉町（に相当する地域）の人口の推移 \| 1970年（昭和45年） \| 16,621人 \| \| \| 1975年（昭和50年） \| 16,059人 \| \| \| 1980年（昭和55年） \| 16,105人 \| \| \| 1985年（昭和60年） \| 16,510人 \| \| \| 1990年（平成2年） \| 16,606人 \| \| \| 1995年（平成7年） \| 16,547人 \| \| \| 2000年（平成12年） \| 16,376人 \| \| \| 2005年（平成17年） \| 15,795人 \| \| \| 2010年（平成22年） \| 15,062人 \| \| \| 2015年（平成27年） \| 14,295人 \| \| \| 2020年（令和2年） \| 13,343人 \| \| |          |  |
| 総務省統計局 国勢調査より |          |  |
| 1970年（昭和45年） | 16,621人 |  |
| 1975年（昭和50年） | 16,059人 |  |
| 1980年（昭和55年） | 16,105人 |  |
| 1985年（昭和60年） | 16,510人 |  |
| 1990年（平成2年） | 16,606人 |  |
| 1995年（平成7年） | 16,547人 |  |
| 2000年（平成12年） | 16,376人 |  |
| 2005年（平成17年） | 15,795人 |  |
| 2010年（平成22年） | 15,062人 |  |
| 2015年（平成27年） | 14,295人 |  |
| 2020年（令和2年） | 13,343人 |  |

## 歴史

### 年表
- 1889年（明治22年）4月1日 - 町村制施行に伴い、（旧）棚倉町が発足。
- 1932年（昭和7年）11月11日 - 水郡線の磐城塙 - 磐城棚倉間が開業。
- 1940年（昭和15年）3月28日 - 中心部で大火。三百余戸のうち百余戸が焼失[2]。
- 1944年（昭和19年）12月11日 - 白棚線が廃止。
- 1953年（昭和28年）5月18日 - 国道118号が制定。
- 1955年（昭和30年）1月1日 - （旧）棚倉町、社川村、高野村、近津山岡組合村が合併し、棚倉町が発足。
- 1970年（昭和45年）4月1日 - 国道289号が制定。
- 2011年（平成23年）3月11日 - 東日本大震災が発生。棚倉町で震度6弱を観測。

### 行政区域変遷
- 変遷の年表

| 棚倉町町域の変遷（年表） | 棚倉町町域の変遷（年表） | 棚倉町町域の変遷（年表） |
| 年                       | 月日                     | 現棚倉町町域に関連する行政区域変遷 |
| ------------------------ | ------------------------ | --- |
| 1889年（明治22年）       | 4月1日                   | 町村制施行により、以下の町村が発足。 - 棚倉町 ← 棚倉町単独で町制施行 - 近津村 ← 寺山村・八槻村・流村・下山本村・中山本村・北山本村・上手沢村・下手沢村・塚原村・関口村 - 社川村 ← 上台村・板橋村・玉野村・一色村・福井村・堤村・逆川村・天王内村・金沢内村・ 小菅生村・檜木村・花園村・仁公儀村 - 高野村 ← 瀬ケ野村・小爪村・祝部内村・富岡村・山際村・福岡村・強梨村・大梅村・漆草村・戸中村 - 山岡村 ← 山田村・岡田村 |
| 1892年（明治25年）       | 7月21日                  | 近津村の一部（関口）が棚倉町に編入。 |
| 1910年（明治43年）       |                          | 社川村の一部（仁公儀、花園、檜木）は棚倉町に編入。 |
| 1955年（昭和30年）       | 1月1日                   | 棚倉町・近津村・社川村・高野村・山岡村が合併し棚倉町が発足。 |
| 1966年（昭和41年）       |                          | 棚倉町の一部（金沢内、天王内の各一部）は表郷村に編入。 |
| 1970年（昭和45年）       |                          | - 棚倉町の一部（堤、金沢内の各一部）は表郷村に編入。 - 表郷村の一部（下羽原の一部）は棚倉町に編入 |

- 変遷表

| 棚倉町町域の変遷表（※細かい境界の変遷は省略） | 棚倉町町域の変遷表（※細かい境界の変遷は省略） | 棚倉町町域の変遷表（※細かい境界の変遷は省略） | 棚倉町町域の変遷表（※細かい境界の変遷は省略） | 棚倉町町域の変遷表（※細かい境界の変遷は省略） | 棚倉町町域の変遷表（※細かい境界の変遷は省略） | 棚倉町町域の変遷表（※細かい境界の変遷は省略） | 棚倉町町域の変遷表（※細かい境界の変遷は省略） | 棚倉町町域の変遷表（※細かい境界の変遷は省略） |
| 1868年 以前                                   | 1868年 以前                                   | 明治元年 - 明治22年                           | 明治22年 4月1日                               | 明治22年 - 昭和19年                           | 昭和20年 - 昭和64年                           | 平成元年 - 現在                               | 現在                                          |                                               |
| --------------------------------------------- | --------------------------------------------- | --------------------------------------------- | --------------------------------------------- | --------------------------------------------- | --------------------------------------------- | --------------------------------------------- | --------------------------------------------- | --------------------------------------------- |
|                                               | 伊野上村                                      | 明治18年 棚倉町                               | 棚倉町                                        | 棚倉町                                        | 昭和30年1月1日 棚倉町                         | 棚倉町                                        | 棚倉町                                        |                                               |
|                                               | 伊野下村                                      | 明治18年 棚倉町                               | 棚倉町                                        | 棚倉町                                        | 昭和30年1月1日 棚倉町                         | 棚倉町                                        | 棚倉町                                        |                                               |
|                                               | 檜木村                                        | 檜木村                                        | 近津村の一部                                  | 明治25年7月21日 棚倉町に編入                  | 昭和30年1月1日 棚倉町                         | 棚倉町                                        | 棚倉町                                        |                                               |
|                                               | 檜木村                                        | 檜木村                                        | 高野村の一部                                  | 明治43年 棚倉町に編入                         | 昭和30年1月1日 棚倉町                         | 棚倉町                                        | 棚倉町                                        |                                               |
|                                               | 花園村                                        |                                               | 高野村の一部                                  | 明治43年 棚倉町に編入                         | 昭和30年1月1日 棚倉町                         | 棚倉町                                        | 棚倉町                                        |                                               |
|                                               | 仁公儀村                                      |                                               | 高野村の一部                                  | 明治43年 棚倉町に編入                         | 昭和30年1月1日 棚倉町                         | 棚倉町                                        | 棚倉町                                        |                                               |
|                                               | 寺山村                                        | 寺山村                                        | 近津村                                        | 近津村                                        | 昭和30年1月1日 棚倉町                         | 棚倉町                                        | 棚倉町                                        |                                               |
|                                               | 八槻村                                        |                                               | 近津村                                        | 近津村                                        | 昭和30年1月1日 棚倉町                         | 棚倉町                                        | 棚倉町                                        |                                               |
|                                               | 流村                                          |                                               | 近津村                                        | 近津村                                        | 昭和30年1月1日 棚倉町                         | 棚倉町                                        | 棚倉町                                        |                                               |
|                                               | 下山本村                                      |                                               | 近津村                                        | 近津村                                        | 昭和30年1月1日 棚倉町                         | 棚倉町                                        | 棚倉町                                        |                                               |
|                                               | 中山本村                                      |                                               | 近津村                                        | 近津村                                        | 昭和30年1月1日 棚倉町                         | 棚倉町                                        | 棚倉町                                        |                                               |
|                                               | 北山本村                                      |                                               | 近津村                                        | 近津村                                        | 昭和30年1月1日 棚倉町                         | 棚倉町                                        | 棚倉町                                        |                                               |
|                                               | 上手沢村                                      |                                               | 近津村                                        | 近津村                                        | 昭和30年1月1日 棚倉町                         | 棚倉町                                        | 棚倉町                                        |                                               |
|                                               | 下手沢村                                      |                                               | 近津村                                        | 近津村                                        | 昭和30年1月1日 棚倉町                         | 棚倉町                                        | 棚倉町                                        |                                               |
|                                               | 塚原村                                        |                                               | 近津村                                        | 近津村                                        | 昭和30年1月1日 棚倉町                         | 棚倉町                                        | 棚倉町                                        |                                               |
|                                               | 山田村                                        | 山田村                                        | 山岡村                                        | 山岡村                                        | 昭和30年1月1日 棚倉町                         | 棚倉町                                        | 棚倉町                                        |                                               |
|                                               | 岡田村                                        |                                               | 山岡村                                        | 山岡村                                        | 昭和30年1月1日 棚倉町                         | 棚倉町                                        | 棚倉町                                        |                                               |
|                                               | 瀬ケ野村                                      | 瀬ケ野村                                      | 高野村                                        | 高野村                                        | 昭和30年1月1日 棚倉町                         | 棚倉町                                        | 棚倉町                                        |                                               |
|                                               | 小爪村                                        |                                               | 高野村                                        | 高野村                                        | 昭和30年1月1日 棚倉町                         | 棚倉町                                        | 棚倉町                                        |                                               |
|                                               | 祝部内村                                      |                                               | 高野村                                        | 高野村                                        | 昭和30年1月1日 棚倉町                         | 棚倉町                                        | 棚倉町                                        |                                               |
|                                               | 富岡村                                        |                                               | 高野村                                        | 高野村                                        | 昭和30年1月1日 棚倉町                         | 棚倉町                                        | 棚倉町                                        |                                               |
|                                               | 山際村                                        |                                               | 高野村                                        | 高野村                                        | 昭和30年1月1日 棚倉町                         | 棚倉町                                        | 棚倉町                                        |                                               |
|                                               | 福岡村                                        |                                               | 高野村                                        | 高野村                                        | 昭和30年1月1日 棚倉町                         | 棚倉町                                        | 棚倉町                                        |                                               |
|                                               | 強梨村                                        |                                               | 高野村                                        | 高野村                                        | 昭和30年1月1日 棚倉町                         | 棚倉町                                        | 棚倉町                                        |                                               |
|                                               | 大梅村                                        |                                               | 高野村                                        | 高野村                                        | 昭和30年1月1日 棚倉町                         | 棚倉町                                        | 棚倉町                                        |                                               |
|                                               | 漆草村                                        |                                               | 高野村                                        | 高野村                                        | 昭和30年1月1日 棚倉町                         | 棚倉町                                        | 棚倉町                                        |                                               |
|                                               | 戸中村                                        |                                               | 高野村                                        | 高野村                                        | 昭和30年1月1日 棚倉町                         | 棚倉町                                        | 棚倉町                                        |                                               |
|                                               | 上台村                                        | 上台村                                        | 社川村 の一部                                 | 社川村の一部                                  | 昭和30年1月1日 棚倉町                         | 棚倉町                                        | 棚倉町                                        |                                               |
|                                               | 板橋村                                        |                                               | 社川村 の一部                                 | 社川村の一部                                  | 昭和30年1月1日 棚倉町                         | 棚倉町                                        | 棚倉町                                        |                                               |
|                                               | 玉野村                                        |                                               | 社川村 の一部                                 | 社川村の一部                                  | 昭和30年1月1日 棚倉町                         | 棚倉町                                        | 棚倉町                                        |                                               |
|                                               | 一色村                                        |                                               | 社川村 の一部                                 | 社川村の一部                                  | 昭和30年1月1日 棚倉町                         | 棚倉町                                        | 棚倉町                                        |                                               |
|                                               | 福井村                                        |                                               | 社川村 の一部                                 | 社川村の一部                                  | 昭和30年1月1日 棚倉町                         | 棚倉町                                        | 棚倉町                                        |                                               |
|                                               | 堤村                                          |                                               | 社川村 の一部                                 | 社川村の一部                                  | 昭和30年1月1日 棚倉町                         | 棚倉町                                        | 棚倉町                                        |                                               |
|                                               | 逆川村                                        |                                               | 社川村 の一部                                 | 社川村の一部                                  | 昭和30年1月1日 棚倉町                         | 棚倉町                                        | 棚倉町                                        |                                               |
|                                               | 天王内村                                      |                                               | 社川村 の一部                                 | 社川村の一部                                  | 昭和30年1月1日 棚倉町                         | 棚倉町                                        | 棚倉町                                        |                                               |
|                                               | 表郷村                                        |                                               | 社川村 の一部                                 | 社川村の一部                                  | 昭和30年1月1日 棚倉町                         | 棚倉町                                        | 棚倉町                                        |                                               |
|                                               | 小菅生村                                      |                                               | 社川村 の一部                                 | 社川村の一部                                  | 昭和30年1月1日 棚倉町                         | 棚倉町                                        | 棚倉町                                        |                                               |

## 行政
- 町長：湯座一平（2012年9月8日就任、2期目）

## 教育

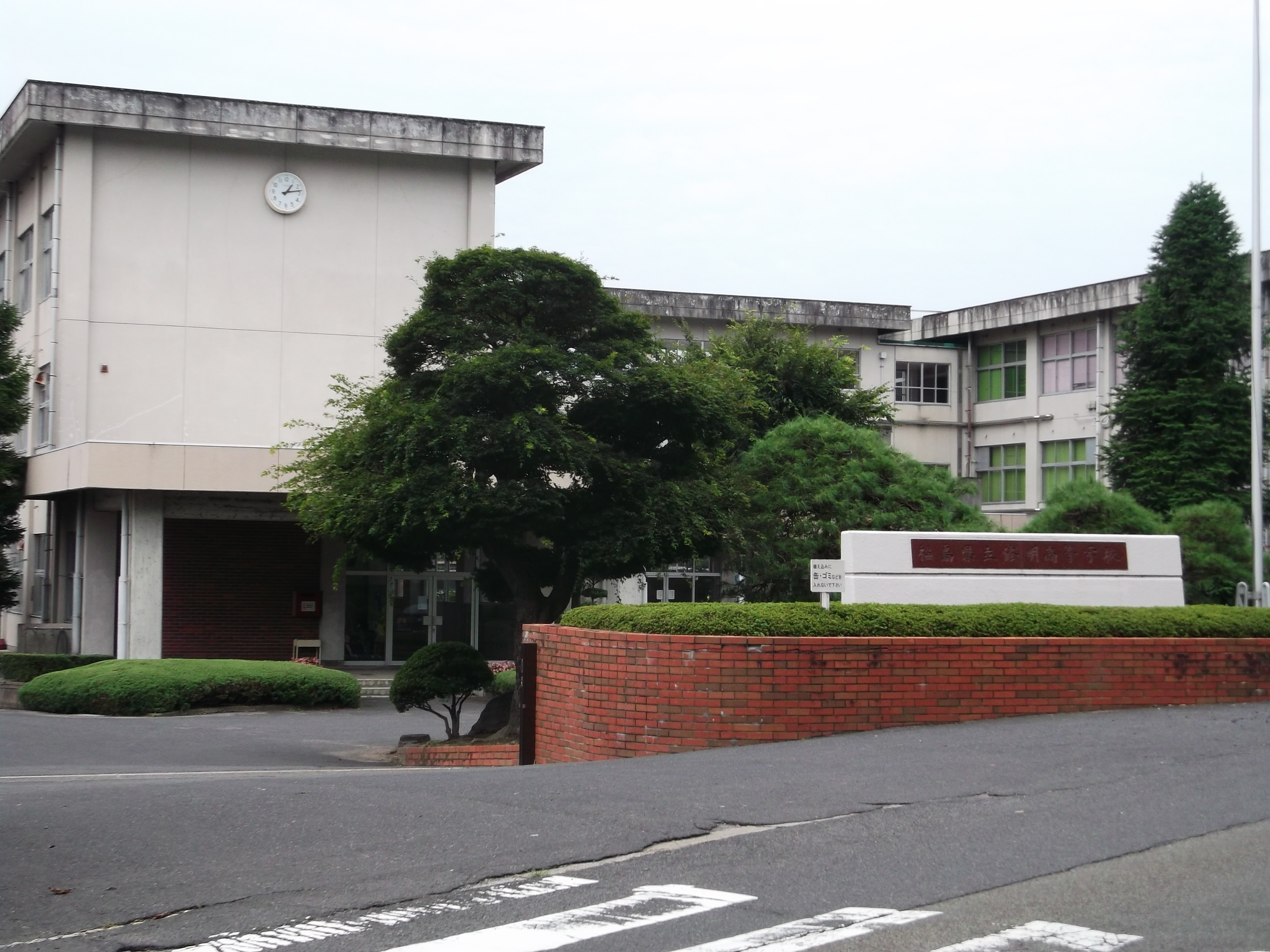
修明高等学校

### 高校
- 福島県立修明高等学校 - 2009年に下記2校を統合して設置された。
  - 福島県立東白川農商高等学校
  - 福島県立棚倉高等学校

### 中学校
- 棚倉町立棚倉中学校

### 小学校
- 棚倉町立棚倉小学校
- 棚倉町立社川小学校
- 棚倉町立高野小学校
- 棚倉町立近津小学校

## 姉妹都市・提携都市
日本国内
- 川越市（埼玉県）
  - 1972年（昭和47年）1月18日 友好都市提携

1866年、棚倉藩主松平康英が川越に転封された縁による。
日本国外
- スパルタ （ギリシャ）
  - 1986年9月23日 国際友好都市締結

棚倉町がリゾートスポーツ施設「ルネサンス棚倉」を建設するのに際し、同じ北緯37度に所在すること、スポーツと青年鍛錬のイメージを持つことからスパルティ側に提携を提案。
- レイクマコーリー市（英語版）（オーストラリア・ニューサウスウェールズ州ニューカッスル都市圏）
  - 1994年5月12日 友好都市調印
  - 2002年10月8日 姉妹都市調印

1987年、JETプログラムによりレイクマコーリー市出身の国際交流員を招致したことを縁として、公立学校間の姉妹校提携など交流が深まったことから。2002年、提携内容を姉妹都市に変更。

## 文化財
- 流廃寺跡（国指定史跡）[9]
- 都々古別神社

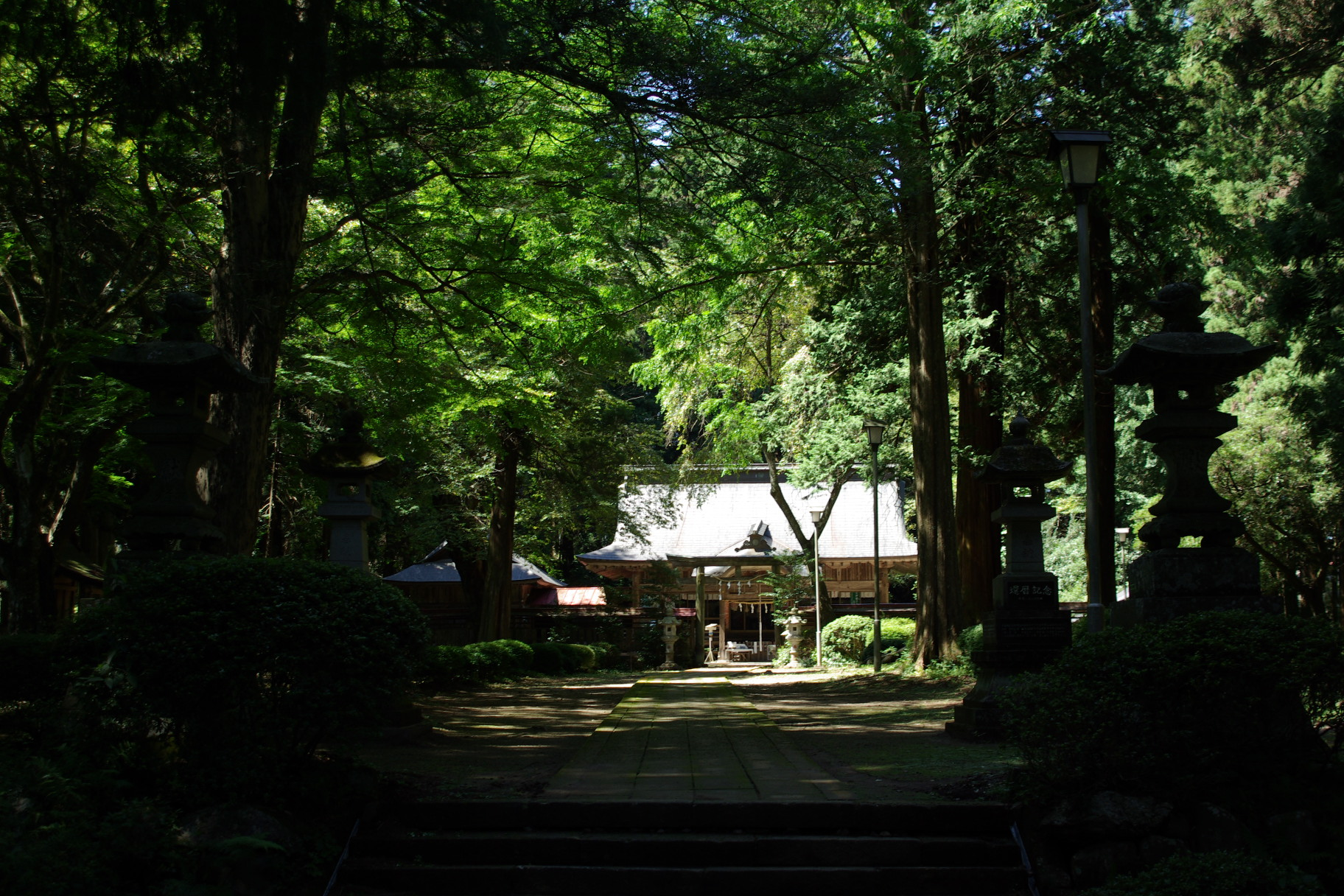
馬場都都古別神社

  - 馬場都々古別神社（本殿、国指定重要文化財）[9]
  - 八槻都々古別神社（本殿、福島県指定重要文化財）
- 八槻都都古別神社御田植（国重要無形民俗文化財）

## 名所・旧跡・観光スポット・祭事・催事
- 山本不動尊
- 棚倉城址
- ルネサンス棚倉
- 棚倉町文化センター倉美館
- 青木商店

## 交通

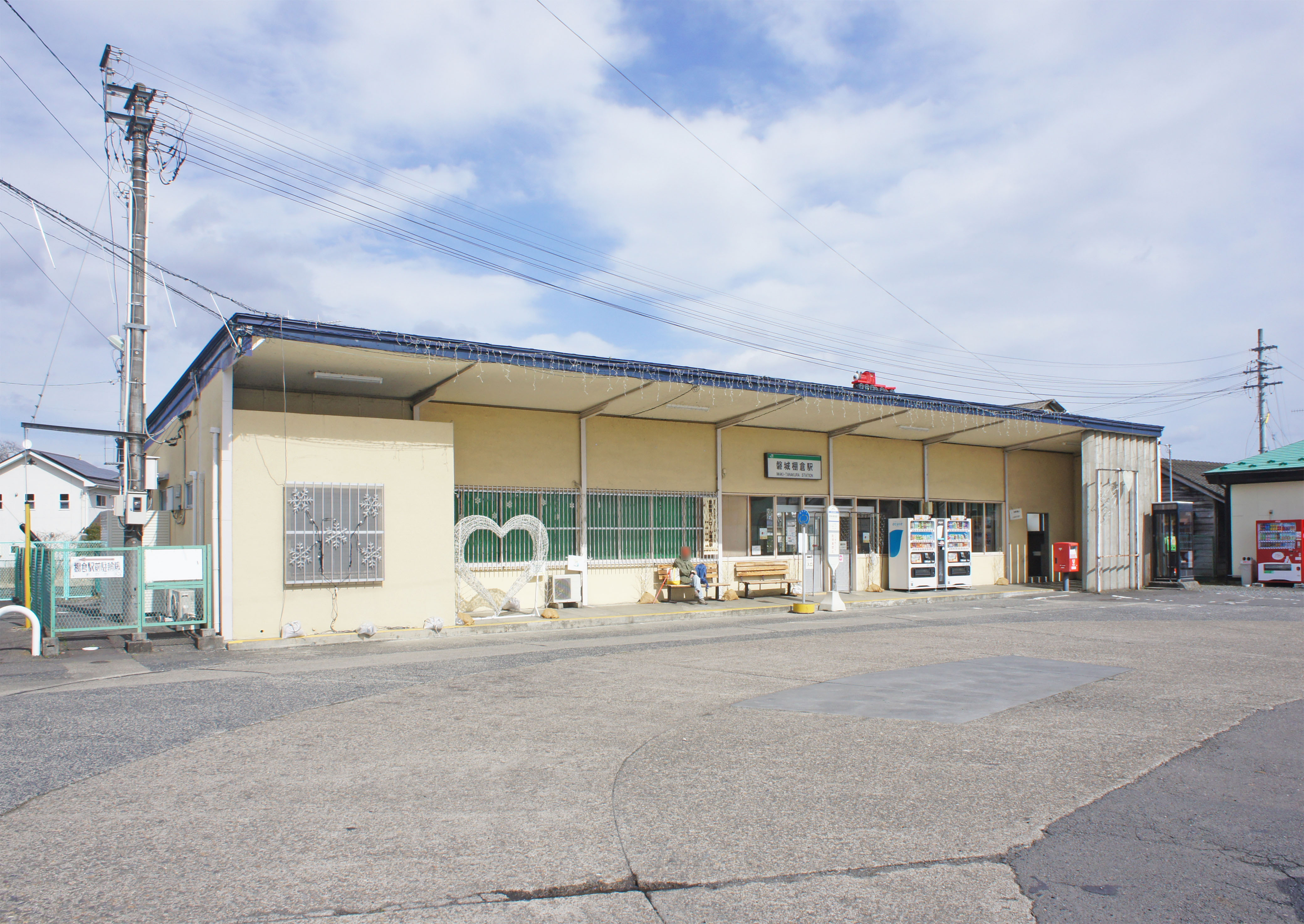
磐城棚倉駅

### 空港
- 福島空港（県中部の須賀川市・玉川村にある）

### 鉄道
- 東日本旅客鉄道
  - ■水郡線
    - 近津駅 - 中豊駅 - 磐城棚倉駅

棚倉町と白河市との間の交通は、戦前に廃止された白棚線にかわるJRバス関東のバス路線による。
町名は「たなぐら」であるが、駅名の「磐城棚倉」の読みは『いわき「たなくら」』である。

### 路線バス
- ジェイアールバス関東
  - 白棚線 - 白河駅・新白河駅と磐城棚倉駅・棚倉町内を結ぶ。
  - 以前は町内に棚倉営業所が設置されていた。
- 福島交通 - 町内に棚倉出張所が設置されている。
- 鮫川村村営バス

### 道路
- 一般国道
  - 国道118号
  - 国道289号
- 主要地方道
  - 福島県道25号棚倉鮫川線
  - 福島県道44号棚倉矢吹線
  - 栃木県道・福島県道60号黒磯棚倉線
  - 福島県道75号塙泉崎線
- 一般県道
  - 福島県道176号近津停車場線
  - 福島県道177号磐城棚倉停車場線
  - 福島県道231号山本不動線
  - 福島県道277号社田浅川線
  - 福島県道377号八溝山線
- 自転車道
  - 福島県道379号矢祭棚倉自転車道線

## 経済

### 産業
- 日本精工福島工場
- ユニ・チャームプロダクツ株式会社　福島工場
- 谷電機工業福島工場

### 郵便
- 棚倉郵便局
- 社川郵便局
- 近津郵便局
- 東白川高野簡易郵便局

### 金融
- 東邦銀行1支店
- 福島銀行1支店
- 大東銀行1支店
- 白河信用金庫1支店

## メディア
町内に本社を置く新聞社(ローカル紙)が2つ存在している。
- 東白日報
- 夕刊たなぐら

## 出身有名人
- 青木美智男 - 歴史学者
- 稲川方人 - 作家
- 八筬美恵 - 車いすテニス選手
- 稲垣千穎 - 国学者・唱歌作詞者

## 棚倉町を舞台とした作品
- 短編映画「豆腐の角に頭ぶつけて生きる〜＃TANAGURA[10]」 - 当町と吉本興業の子会社「よしもとデベロップメンツ」が連携して製作。
- 映画「いつまた、君と ～何日君再来～」で戦後を過ごした町として舞台になっている。
- NHK総合テレビ番組「鶴瓶の家族に乾杯」で棚倉町が舞台となった。2017年6月19日放送。